# Анхальт-Цербст (район)
Анхальт-Цербст (нем. Anhalt-Zerbst) — район в Германии. Центр района — город Цербст. Район входит в землю Саксония-Анхальт. Занимает площадь 1131,75 км². Население — 68 605 чел. Плотность населения — 61 человек/км². Официальный код района — 15 1 51.
Район подразделяется на 57 общин.

## Города и общины
1. Рослау (13 930)
2. Цербст (15 668)

Объединения общин
Управление Косвиг (Анхальт)
1. Брезен (176)
2. Буко (180)
3. Коббельсдорф (620)
4. Косвиг (8 486)
5. Дюбен (267)
6. Грибо (650)
7. Хунделуфт (271)
8. Йебер-Бергфриден (649)
9. Кликен (1 109)
10. Кёзелиц (199)
11. Мёлленсдорф (179)
12. Рагёзен (219)
13. Зенст (237)
14. Зерно (451)
15. Штаккелиц (206)
16. Тисен (735)
17. Вёрпен (267)

Управление Эльбе-Эле-Нуте
1. Борнум (570)
2. Булендорф (257)
3. Дец (729)
4. Добриц (310)
5. Герден (212)
6. Гёдниц (244)
7. Гримме (172)
8. Гютерглюк (742)
9. Хобек (493)
10. Хоэнлепте (247)
11. Ютрихау (529)
12. Лепс (314)
13. Линдау (1 165)
14. Лобург (2 411)
15. Любс (413)
16. Мориц (340)
17. Недлиц (668)
18. Нута (287)
19. Поленцко (307)
20. Прёдель (296)
21. Ройден (327)
22. Розиан (585)
23. Швайниц (302)
24. Штойц (958)
25. Штрагут (265)
26. Вальтернинбург (566)
27. Цепперник (725)
28. Церниц (271)

Управление Вёрлитцер-Винкель
1. Брандхорст (101)
2. Горау (431)
3. Гризен (358)
4. Хорстдорф (638)
5. Какау (611)
6. Ораниенбаум (3 469)
7. Резен (268)
8. Ризиг (213)
9. Фоккероде (1 702)
10. Вёрлиц (1 627)